# Halfdan Hvitbeinn
Halfdan Hvitbeinn (Vieux Norrois: Hálfdan hvítbeinn) était un roi mythique d'un petit royaume de Norvège, décrit dans la Saga des Ynglingar. La description suivante est basée sur le récit de cette saga, écrite en 1220 par Snorri Sturluson. L'historicité des rois décrits dans cette saga n'est généralement pas acceptée par les historiens modernes.

## Légende
Il était le fils d'Olof Trätälja de la dynastie des Ynglingar. Son père a été sacrifié à Odin par les colons suédois du Värmland à cause de la famine. Cependant, certains Suédois ont réalisé que la famine a été provoquée par la surpopulation, et non parce que le roi avait négligé ses devoirs religieux. 
Par conséquent, ils ont décidé de traverser la Forêt Ed et de s'installer en Norvège, et ont fini dans le Royaume de Solør, où ils ont tué le roi Sölve et ont pris Halfdan prisonnier. Les Suédois expatriés élurent Halfdan comme roi car il était le fils de leur ancien roi, Olof. Halfdan soumit tout le royaume de Solør, puis emmena son armée dans le Raumarike et soumit aussi ce royaume.
Halfdan allait devenir un grand roi, qui épousa, Åsa, la fille du roi Eystein, le souverain d'Oppland et du Hedmark. Ils ont eu deux fils, Eystein Halfdansson et Gudröd.
Halfdan conquit les royaumes de Toten, de Hadeland, une grande partie du Hedemark et une partie du Vestfold. Lorsque son frère Ingjald Olofsson est mort, il hérita du Värmland. 
Halfdan est mort de vieillesse dans le Toten. Son corps a été transporté dans le Vestfold, où il a été enterré sous un tertre à Skiringssal.